# Paranataelia orotavae
Paranataelia orotavae är en fjärilsart som beskrevs av Max Wilhelm Karl Draudt 1933. Paranataelia orotavae ingår i släktet Paranataelia och familjen nattflyn. Inga underarter finns listade i Catalogue of Life.